# حمد عبد الله الملا
حمد عبد الله عبد الرحمن الملا، من مواليد (1972)، نائب في مجلس الشورى القطري.

## مجلس الشورى القطري
شارك حمد عبدالله الملا في انتخابات مجلس الشورى لعام 2021 التي تعتبر أول انتخابات تشريعية للمجلس وحصل على المركز الأول في الدائرة الانتخابية التاسعة.

## حياته العلمية
حاصل على مؤهل عالي في مجال السياحة والفنادق من جامعة سالزبورغ النمساوية.

## الخبرة العملية
الرئيس التنفيذي لشركة كتارا للضيافة 2011.
مستشار في الفندقة والتطوير العمراني

## وصلات خارجية
- الموقع الرسمي للنائب حمد الملا
- الإعلان الرسمي بموقع مكتب الاتصال الحكومي